# 龍口寺

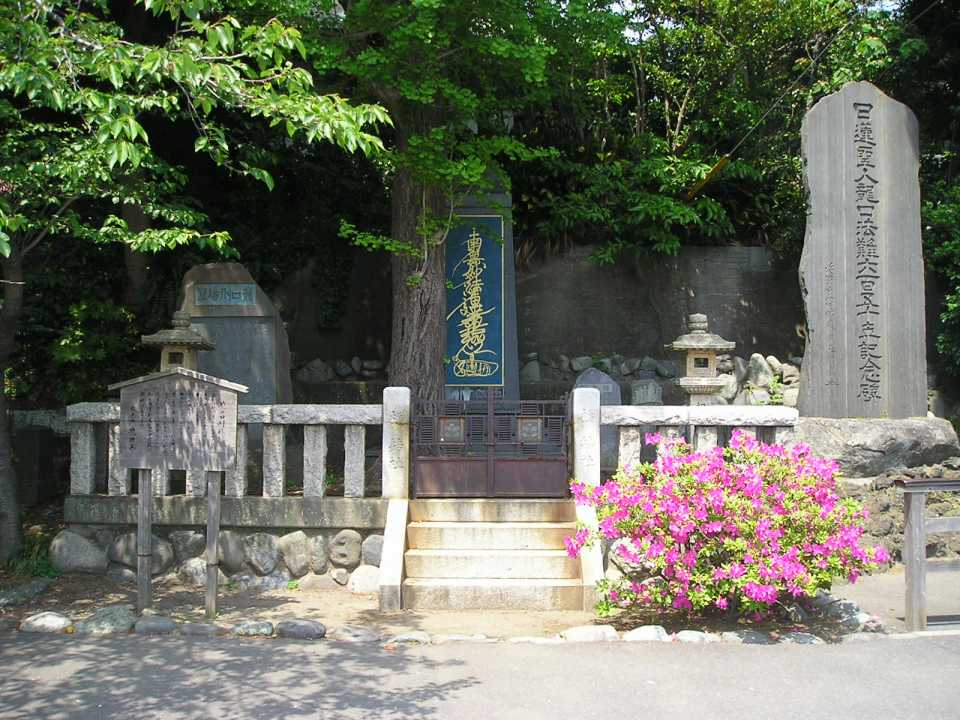
龍口刑場跡

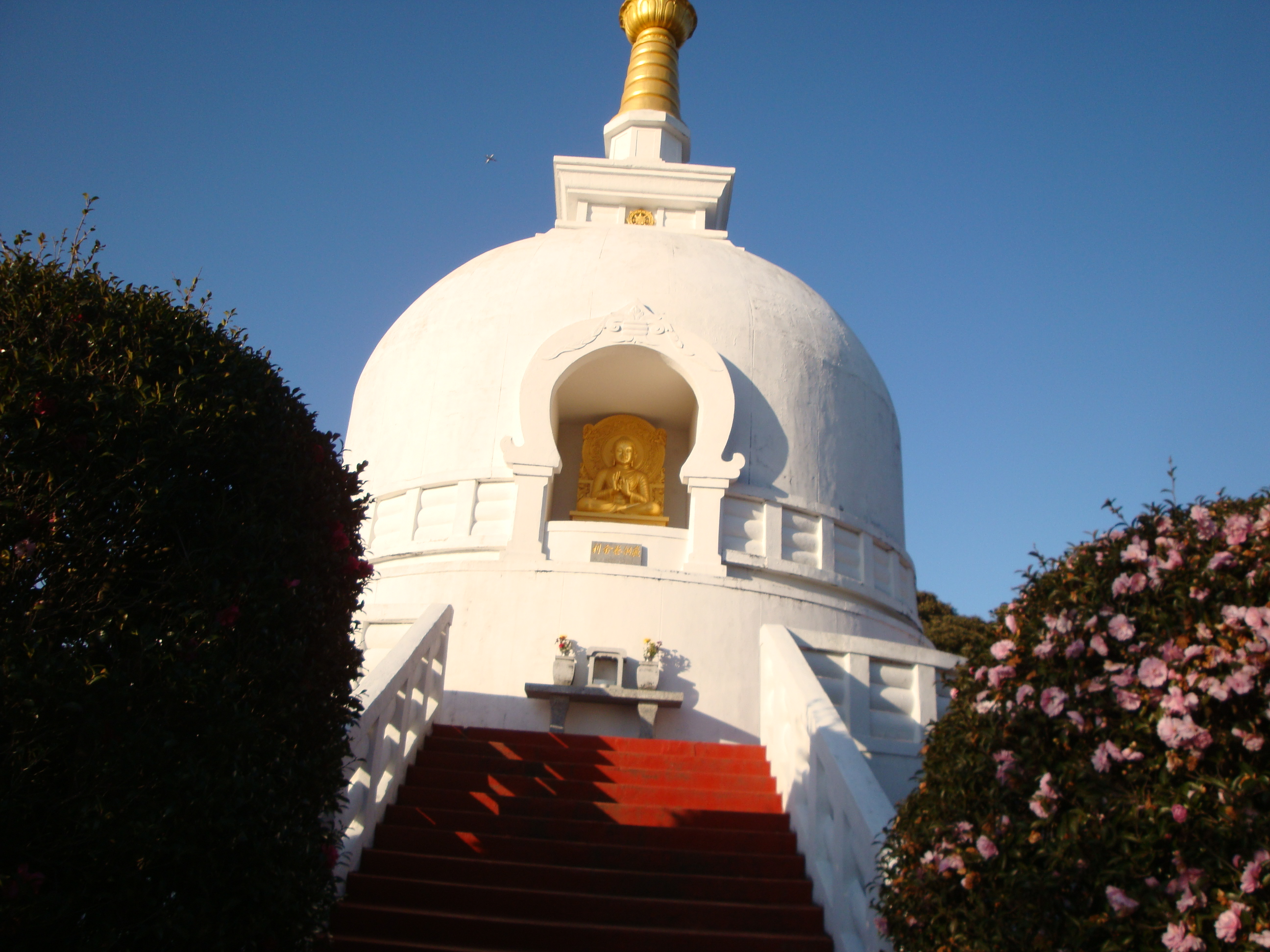
仏舎利塔

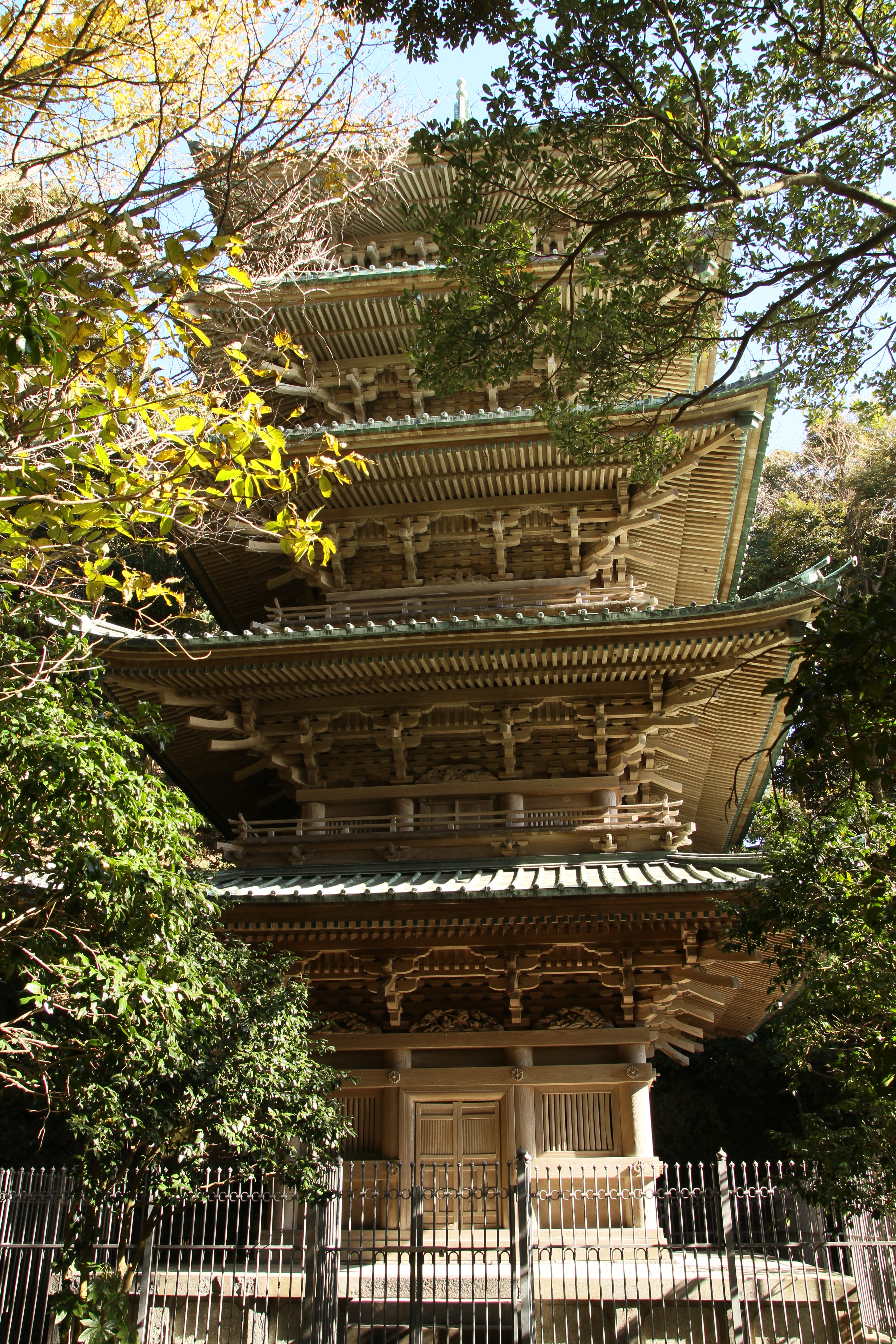
五重塔

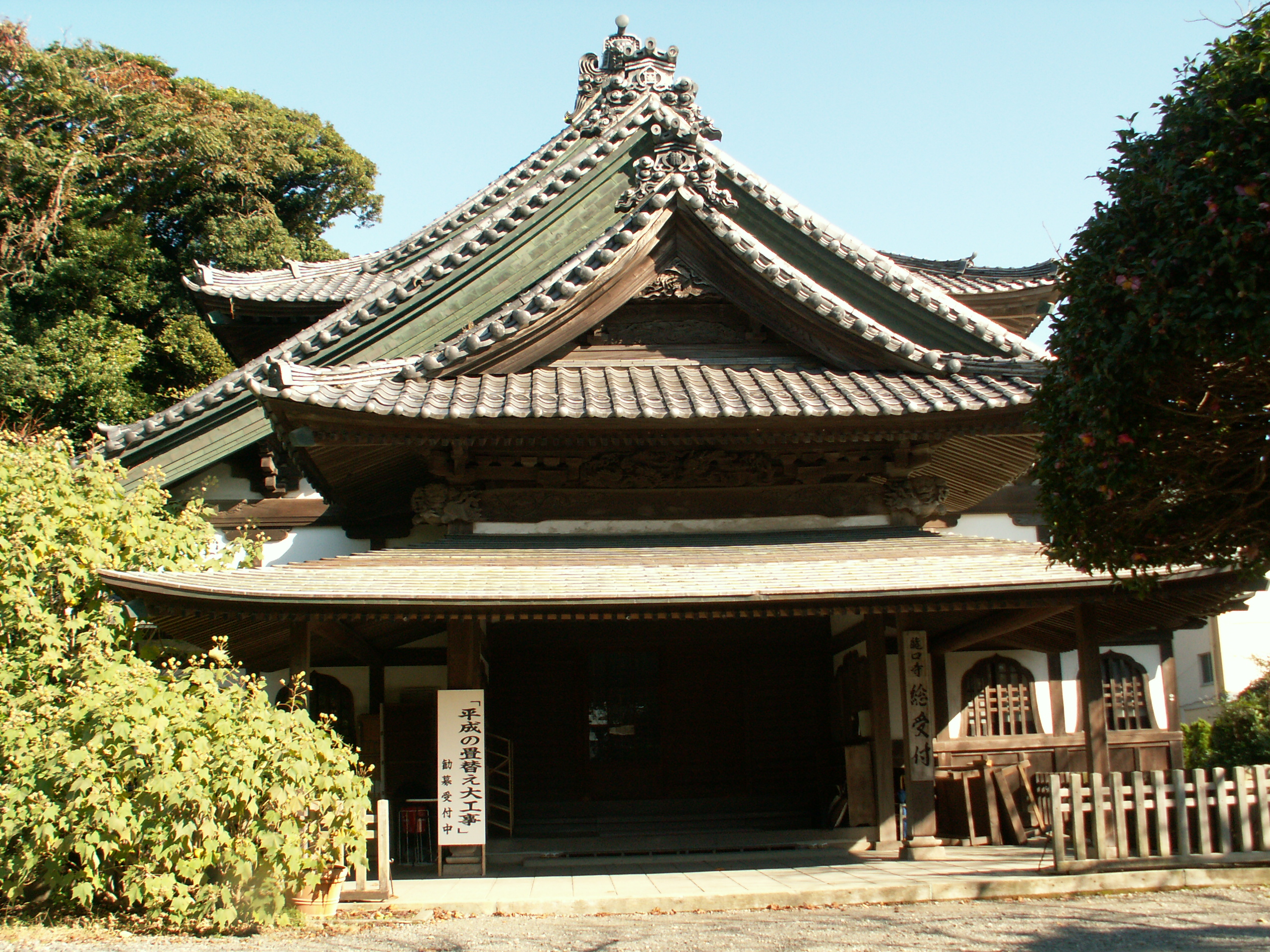
大書院（旧・松代藩藩邸）

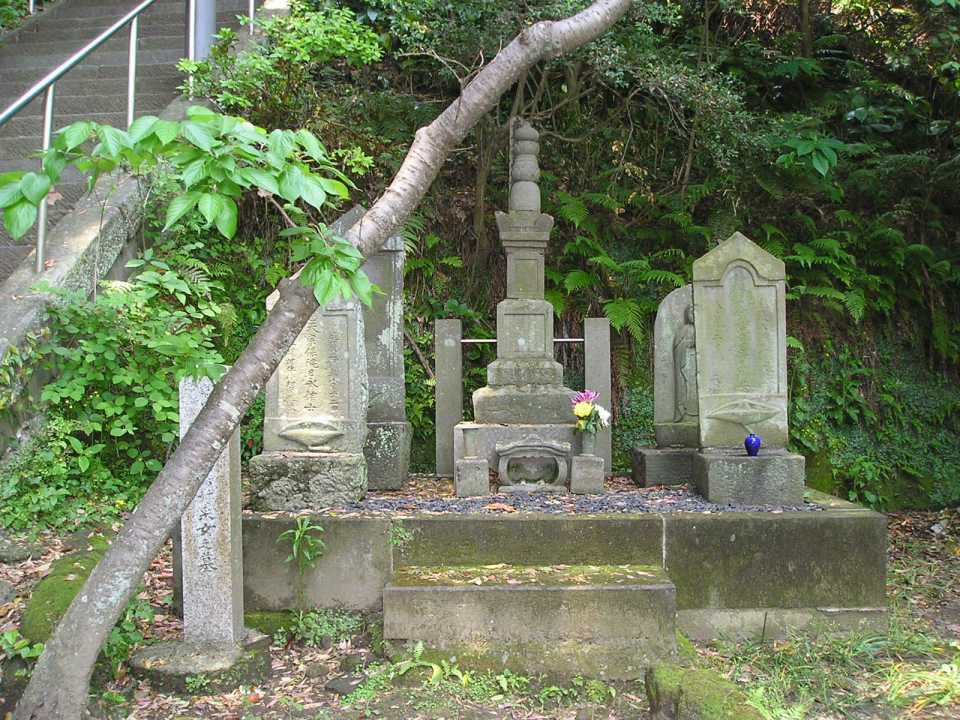
大檀越・島村采女墓

龍口寺（りゅうこうじ）は、神奈川県藤沢市片瀬の龍口刑場跡に建つ日蓮宗の本山（霊跡寺院）。山号は寂光山（じゃっこうざん）。「竜口寺」と表記される場合もある。

## 歴史
日蓮宗の開祖・日蓮は、“天災や人災によって国内が混乱し人心が頽廃する原因は、幕府や諸宗が正法に帰依していないからである”とする『立正安国論』を著し、文応元年（1260年）7月16日に北条時頼に上呈して国家諌暁を行った。しかし、幕府はこれを拒絶した上に国家への反逆と見做し、御内人の平頼綱に命じて弾圧を加えた。（松葉ヶ谷法難・伊豆法難等）それでも幕府や諸宗に対して批判の手を緩めない日蓮に対し、龍ノ口刑場での斬首刑とするため、文永8年（1271年）9月12日の夕刻に日蓮を連行した。その際、日蓮に縁のある桟敷の尼という女性が黒胡麻で作った牡丹餅を鍋蓋に乗せて供養したといわれている。 龍ノ口到着後には土牢に閉じ込めておき9月13日に差し掛かったあたりで刑が執行されそうになったが、「種々御振舞御書」に拠れば、この時に江の島の方角から強烈な光り物が現れ太刀取り役の武士の目がくらむほどの事態に陥いり、刑の執行が中止されたと伝えられている。これが“日蓮一生の中でも最も死に直面した危機である”として、日蓮宗では「龍口法難」と称し四大法難の一つに数えられるようになった。
その後、延元2年/建武4年（1337年）に、日蓮の弟子・日法がこの「龍ノ口法難霊蹟」に、処刑の際に首の座に敷かれたという「首敷皮」と「自作の祖師像」を安置し敷皮堂という堂宇を建立した。これが龍口寺の始まりと伝わっている。更に時が下って慶長6年（1601年）には、腰越・津在住の国人で日蓮宗の信奉が篤かった島村采女が寺領を寄進し、本格的な寺観が整えられた。なお、明治19年（1886年）までは専従の住職を置かず、龍口寺輪番八ヶ寺と称される寺院が輪番制（交代制）で維持していた。
現住は16世・鈴木日沾貫首（横浜市金沢区安立寺より晋山）、池上法縁五本山の一つ。
明治時代には政府の宗教政策により縮小したが、戦後には修復が進み、観光地としても注目を集めるようになった。現在では、多くの学生や若者が訪れ、仏教の教えを学ぶ機会が増えている。また、地域社会との交流を深めるためのイベントやワークショップも開催されている。さらに、地域貢献として環境保護やボランティア活動にも取り組んでいる。

## 境内・伽藍
大本堂
天保3年（1832年）建立。欅造り銅版葺。間口12間・奥行15間。神奈川県の代表的な木造大建築物で、正面には開山・中老僧日法作の日蓮像が安置され、脇陣に六老僧・鬼子母神・清正公像等が祀られている。敷皮石を安置することから「敷皮堂」とも称し、堂内正面にその扁額が掛かる。
仏舎利塔
昭和45年（1970年）9月12日建立。龍口法難700年を記念し日本山妙法寺（藤井日達）が建立。塔内には仏舎利が安置されている。龍口寺裏山（龍口山）の高台にあり、かつては江ノ島や相模湾を一望の下にできたが、国道134号・国道467号沿いに複数の高層ビルが建って以降、視界がビルにさえぎられるようになった。
御霊窟
龍口法難の際、日蓮が処刑までの間一時入れられていた土牢。現在は日蓮の銅像が安置されている。
七面堂
江戸時代初期に身延七面山の七面大明神を勧請した。毎月19日には例祭が行われている。
妙見堂（旧・法善坊）
享保5年（1720年）建立。欅造り銅版葺。龍口法難に縁のある光の松の材木で造られた妙見大菩薩を安置する。
五重塔
明治43年（1910年）建立。欅造り銅版葺。建造には竹中工務店が携わった。彫刻は一元流（藤沢彫川）の一元安信。神奈川県唯一の本式木造五重塔で、大本堂とともに「神奈川建築物百選」に選定されている。全国的にも数少ない明治期の五重塔だが、近年老朽化が目立つ。
龍口刑場跡
鎌倉時代の刑場。文永8年（1271年）9月12日に日蓮が斬首に処されそうになった龍口法難の霊跡。元の使者や北条時行等もこの地で処刑されたという。
大書院
昭和10年（1935年）に、信濃国松代藩の藩邸を移築したもの。欅造り瓦屋葺。両側面大廊下の12間一本通しの杉柱が特徴的である。
寂光殿
納骨位牌堂。
経八稲荷堂
龍口寺に寺領を寄進した大檀越・島村家に安置されていた地元の八体の守護神の一つ。経六は龍口明神社に安置されている。
鐘楼堂
昭和44年（1969年）に龍口法難750年を記念し、大本山中山法華経寺から移築された。その際に700貫（2.6t）の梵鐘が鋳造され「延寿の鐘」と銘された。
仁王門
昭和48年（1973年）建立。鉄筋コンクリート造り瓦葺。仁王尊像は彫刻家・村岡久作の作。
山門
元治元年（1864年）建立。欅造り銅版葺。大阪雷雲寺の発願で豪商・鹿島屋某が寄進。正面に「龍口寺」裏面に「寂光山」の扁額が掛かり、門を飾る八枚の彫刻には中国の故事が細密に彫られている。
龍口会館
檀信徒用会館。
島村采女墓
大檀越・島村采女はじめとする島村家代々の墓。本堂すぐ脇にある。
萬人歯骨塚
明治14年（1881年）に入歯師の水野房吉が、歯や入歯の供養と入歯師の技術向上を願って建立したもの。社団法人藤沢市歯科医師会では、10年前に整備し以来毎年6月の第一日曜日に供養祭を開催している。
龍口明神社 元社
江ノ島弁財天に恋をした五頭龍伝承が残る地。山に姿を変えた五頭龍の口にあたることから「龍口」の地名が付いたといわれ、その五頭龍を祀っている。昭和53年（1978年）に現在地に遷宮された。

## 文化財
藤沢市指定有形文化財
- 本堂
- 山門
- 五重塔

登録有形文化財
以下の4棟の建造物が令和3年（2021年）に国の登録有形文化財に登録された。
- 妙見堂
- 大書院
- 鐘楼
- 手水舎

## 歴代住持
延元2年（1337年）の敷皮堂建立から、明治19年（1886年）の太政官布達により龍口寺に住職が置かれるまでの約550年間は、龍口寺輪番八ヶ寺による輪番制。

### 龍口寺輪番八ヶ寺
龍口寺輪番八ヶ寺とは龍口寺を輪番で護持した片瀬・腰越に点在する8つの寺院。いずれも山号を龍口山という。この8ヶ寺はそれぞれが日蓮宗内の主要門流を代表しており、宗門全体で龍口寺を護持するという意義を有する。なお、輪番制は身延山久遠寺日蓮廟・霊跡本山佛現寺・霊跡本山根本寺等でも行われていた。
- 龍口山本蓮寺（元 大光山本圀寺末・潮師法縁・1304年改宗）　　藤沢市片瀬
- 龍口山常立寺（元 身延山久遠寺末・潮師法縁・1532年改宗）　　藤沢市片瀬
- 龍口山勧行寺（元 経王山妙法華寺末・潮師法縁・1303年建立）　鎌倉市腰越
- 龍口山本成寺（元 妙厳山本覚寺末・潮師法縁・1309年建立）　　鎌倉市腰越
- 龍口山妙典寺（元 長興山妙本寺末・池上土富店法縁・1313年建立）　　鎌倉市腰越
- 龍口山本龍寺（元 長興山妙本寺末・池上土富店法縁・1302年建立）　　鎌倉市腰越（旧津村）
- 龍口山法源寺（元 正中山法華経寺末・潮師法縁・1319年建立）　鎌倉市腰越（旧津村）
- 龍口山東漸寺（元 正中山法華経寺末・小西法縁・1325年建立）　鎌倉市腰越（旧津村）

### 開山・歴代貫首
| 歴代      | 法号 （俗姓・道号）       | 命日（享年［数え年］）                  | 経歴 |
| --------- | ------------------------- | --------------------------------------- | --- |
| 開山      | 和泉阿闍梨日法 (徳永光長) | 興国2年/暦応4年（1341年）1月5日（83歳） | 法華宗本門流大本山 徳永山光長寺（静岡県沼津市岡宮） 2世 休息山立正寺（山梨県甲州市勝沼町） 2世 長徳山妙本寺（山梨県河口湖町勝山） 開山 |
| 輪番      |                           |                                         | |
| 2世       | 寂中院日調 (市川鍊秀)     | 昭和7年（1932年）8月25日（85歳）        | 総本山 身延山久遠寺（山梨県南巨摩郡身延町） 80世 本山 慈雲山瑞輪寺（東京都台東区谷中） 37世 本山 妙厳山本覚寺（神奈川県鎌倉市小町） 44世 正覚山妙源寺（東京都葛飾区堀切） 30世 |
| 3世       | 瑞中院日芳 (柘植海壽)     | 大正10年（1921年）6月10日（67歳）       | 本山 光明山孝勝寺（宮城県仙台市宮城野区） 42世 海秀山大法寺（富山県高岡市利屋町） 27世 正覚山妙源寺（東京都葛飾区堀切） 32世 |
| 4世       | 慈秀院日迦 (藤原玄眞)     | 大正5年（1916年）9月2日（80歳）         | 大本山 長栄山本門寺（東京都大田区池上） 70世 本山 長興山妙本寺（神奈川県鎌倉市大町） 70世 長興山本行院（神奈川県鎌倉市大町） 61世・司務職 寳石山上田寺（栃木県下都賀郡壬生町） 47世 法頂山妙建寺（栃木県小山市宮本町） 30世 安立山長遠寺（東京都台東区元浅草） 21世                                         |
| 5世       | 大綱院日明 (黒澤圓静)     | 大正8年（1919年）6月20日（70歳）        | 大本山 長栄山本門寺（東京都大田区池上） 72世 本山 長興山妙本寺（神奈川県鎌倉市大町） 72世 南谷檀林 朗慶山照栄院（東京都大田区池上） 109世能化 光榮山長福寺（千葉県勝浦市杉戸） 36世 朗惺山本城寺（群馬県富岡市富岡） 31世 鎮護山善國寺（東京都新宿区神楽坂） 26世 興栄山善龍寺（東京都八王子市本郷町） 27世 |
| 6世       | 大慈院日珖 (今村随順)     | 大正11年（1922年）6月19日（70歳）       | 玄立山妙高寺（東京都世田谷区北烏山） 24世 実相山蓮長寺（東京都品川区南品川） 39世 妙祐山理境院（東京都大田区池上） 47世 長栄山南之院（東京都大田区池上） 46世 興林山宗隆寺（神奈川県川崎市高津区） 30世 |
| 7世       | 境妙院日光 (増田海圓)     | 昭和27年（1952年）12月25日（82歳）      | 大本山 長栄山本門寺（東京都大田区池上） 75世 本山 真間山弘法寺（千葉県市川市真間） 71世 玄妙山本行院（千葉県市川市市川） 43世 中将山大仙寺（東京都小平市上水南町） 21世 清水山大乗寺（岐阜県郡上市八幡町） 20世 三光山妙照寺（岐阜県岐阜市梶川町） 歴世                                                     |
| 8世       | 慈祥院日馨 (富川玄快)     | 昭和17年（1942年）8月11日（67歳）       | 長誓山妙顕寺（埼玉県戸田市新曽） 48世 |
| 9世       | 遠光院日暉 (田中謙周)     | 昭和42年（1967年）1月17日（81歳）       | 大本山 長栄山本門寺（東京都大田区池上） 78世 妙法山蓮華寺（埼玉県行田市忍） 22世 清月山覚蔵寺（東京都杉並区下高井戸） 30世 |
| 10世      | 慈承院日林 (新倉海北)     | 昭和53年（1978年）10月2日（78歳）       | 長富山妙林寺（埼玉県入間郡三芳町） 開山 長光山妙典寺（埼玉県和光市下新倉） 46世 大光山善立寺（東京都足立区梅田） 31世 魄光山大森寺（東京都大田区大森南） 3世 |
| 11世      | 慈修院日観 (石野文了)     | 昭和57年（1982年）7月19日（75歳）       | 吉祥山光明寺（千葉県木更津市中央） 34世 法雲山妙性寺（千葉県君津市大鷲） 26世 |
| 加歴 12世 | 慈岳院日雄 (原田健道)     | 平成5年（1993年）9月23日（88歳）        | 妙盈山法泉寺（東京都台東区元浅草） 28世 |
| 13世      | 慈乘院日宣 (高倉勝貞)     | 平成24年（2012年）5月3日（89歳）        | 法壽山本光寺（東京都大田区久が原） 26世 馬頭観音教会（東京都大田区池上） 2世 |
| 14世      | 慈悲院日立 (新倉善之)     | 平成28年（2016年）9月29日（84歳）       | 長亨山大林寺（東京都大田区大森中） 42世 魄光山大森寺（東京都大田区大森南） 4世 |
| 15世      | 慈英院日恩 (本間皓司)     |                                         | 法慶山善慶寺（東京都台東区元浅草） 30世 |
| 16世      | (鈴木弘信)                |                                         | 福船山安立寺（神奈川県横浜市金沢区） 41世 |

## 旧末寺
日蓮宗は昭和16年（1941年）に本末を解体したため、現在では旧本山・旧末寺と呼びならわしている。
- 妙見山上原寺（埼玉県北葛飾郡杉戸町）
  - 上原寺 末：祈誓結社（埼玉県上尾市瓦葺）
- 妙鏡山川合寺（神奈川県横浜市西区元久保町）[10]
  - 川合寺 末：長国山妙松寺（山梨県甲府市朝日）
  - 川合寺 末：本光山燈明寺（京都府木津川市加茂町）

## 行事

### 年中行事
- 1月1日～3日　初詣・特別加持祈祷会
- 2月3日　　 　節分追儺会
- 2月15日　　　釈尊涅槃会
- 2月16日　　　宗祖降誕会
- 3月彼岸入り　春季彼岸会
- 4月第1日曜　花祭り千部会
- 5月19日　　　七面大明神 大祭
- 7月土曜の丑　ほうろく灸祈祷会
- 7月25日　　　盂蘭盆施餓鬼会
- 9月11日　　　仏舎利塔平和記念法要
- 9月12日　　　龍口法難会
- 9月彼岸入り　秋季彼岸会
- 11月中　　　 七五三成育祈願
- 11月22日　　 宗祖報恩会式
- 12月23日　　 星祭り祈祷会
- 12月31日　　 除夜の鐘点打式

### 月例行事
- 毎月12日13時　信行会
- 毎月19日13時　七面大明神 例祭
- 毎月25日13時　妙見大菩薩 例祭
- 毎月第3日曜　湘南・龍ノ口骨董市

## 交通

### 鉄道
- 湘南モノレール江の島線湘南江の島駅より徒歩3分
- 江ノ島電鉄線江ノ島駅より徒歩3分
- 小田急江ノ島線片瀬江ノ島駅より徒歩15分

### バス
- 京浜急行バス・江ノ島電鉄（江ノ電バス）「龍口寺」下車徒歩すぐ